# 烈々布
烈々布（れつれっぷ）は、北海道札幌市の北区と東区にまたがる地域を指した名称。すでに公称地名としては消失しており、わずかな施設の名称に痕跡を留めるのみとなっている。
語源はアイヌ語と思われるが、判然としない。1882年（明治15年）の『札幌県石狩国札幌郡
札幌村・丘珠全図』には、丘珠村と札幌村との村境を通り篠路村に流れ込む「レツレップ古川」が記されており、川の名前であったらしい。この川の始点は旧石狩街道によって伏籠川から切断されており、アイヌ語研究家の藤村久和は語源を「ル・エ・トイェ・プ (ru-e-tuye-p)、道がそこで（川を）切っているもの」と考察している。

## 概要
1916年（大正5年）の地形図には「篠路烈々布」「札幌烈々布」「丘珠烈々布」の名が見られ、これらは互いに隣接していた。

### 篠路烈々布
篠路烈々布は1860年（万延元年）、星置から入植した中島彦右衛門が中島村を開いたことに始まるが、この試みは明治維新の影響で中断した。その後、1881年（明治14年）に福岡県から北海道を訪れた報国社のうち数戸が、1883年（明治16年）にこの地に入植して烈々布部落を形成したという。
烈々布は1937年（昭和12年）に行われた字名の整理によって「太平」に改名された。さらに1983年（昭和58年）には百合が原公園が造成され、1998年（平成10年）には一部が百合が原として区分された。
旧地名を冠した施設「烈々布会館」の所在地も百合が原11丁目となっている。
北区歴史と文化の八十八選には、烈々布にまつわるものが含まれている。
67.「篠路烈々布開基百年」碑
1982年（昭和57年）建立。烈々布会館前にある。
68.篠路烈々布郷土資料館
烈々布会館内の一角で、開拓当時の日用品や篠路獅子舞の資料などを展示している。
72.篠路獅子舞
かつては「烈々布獅子舞」と呼ばれ、烈々布天満宮の春秋の祭りで演じられていた。

### 札幌烈々布
『札幌村史』における「烈々布」の最初の用例は、1870年（明治3年）における農家7戸への言及である。ただ、彼らが同年に入植を開始したのか、それとも以前から居住していたのかまではわからない。
烈々布地域は、後の住所区分では「栄町」一帯に該当する。北42条東10丁目1番地の烈々布神社にその名を残すほか、神社が面する丘珠空港通も古くは「烈々布街道」と呼ばれていた。

## ギャラリー

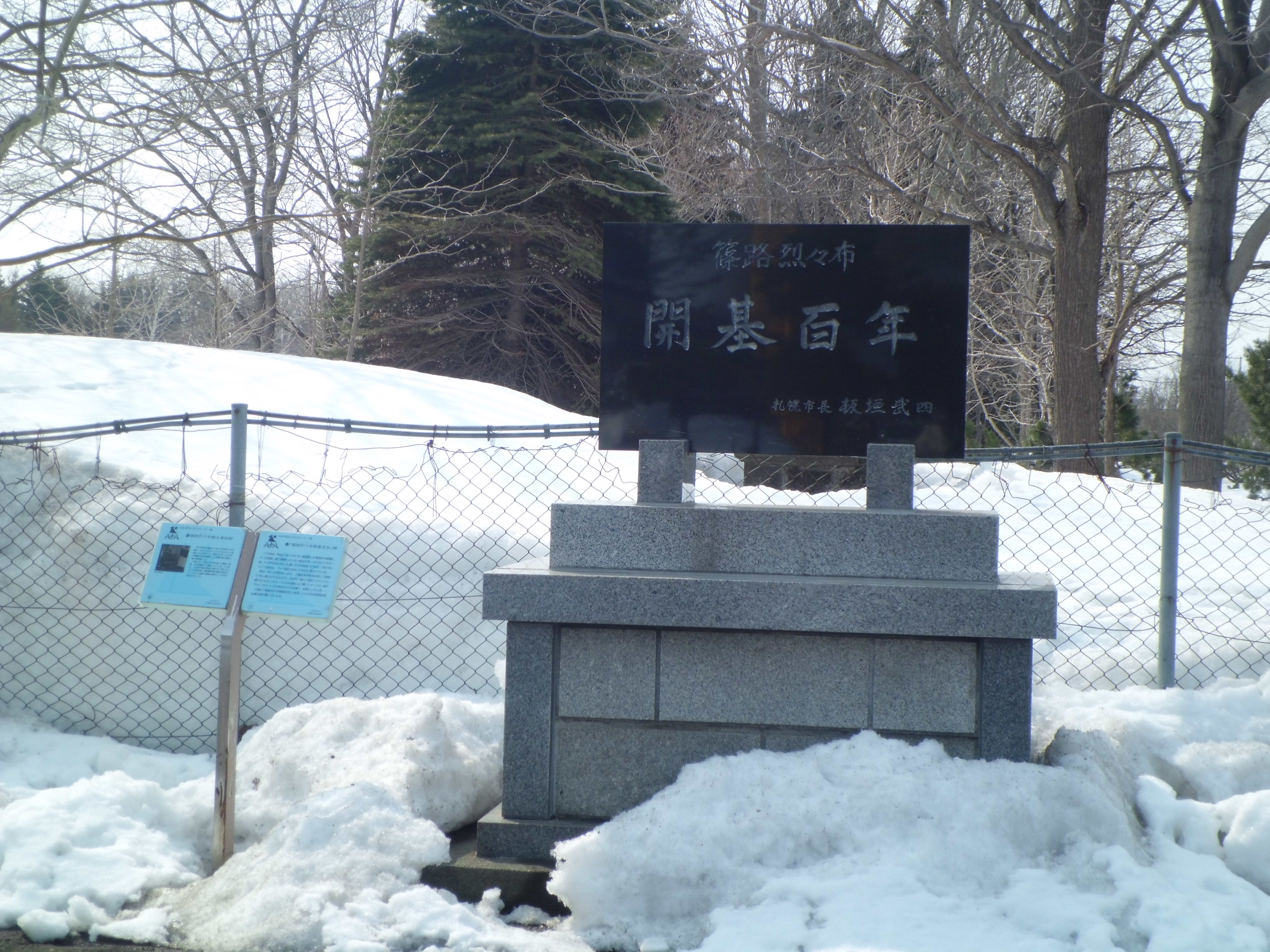
「篠路烈々布開基百年」碑
- 篠路獅子舞 2015年
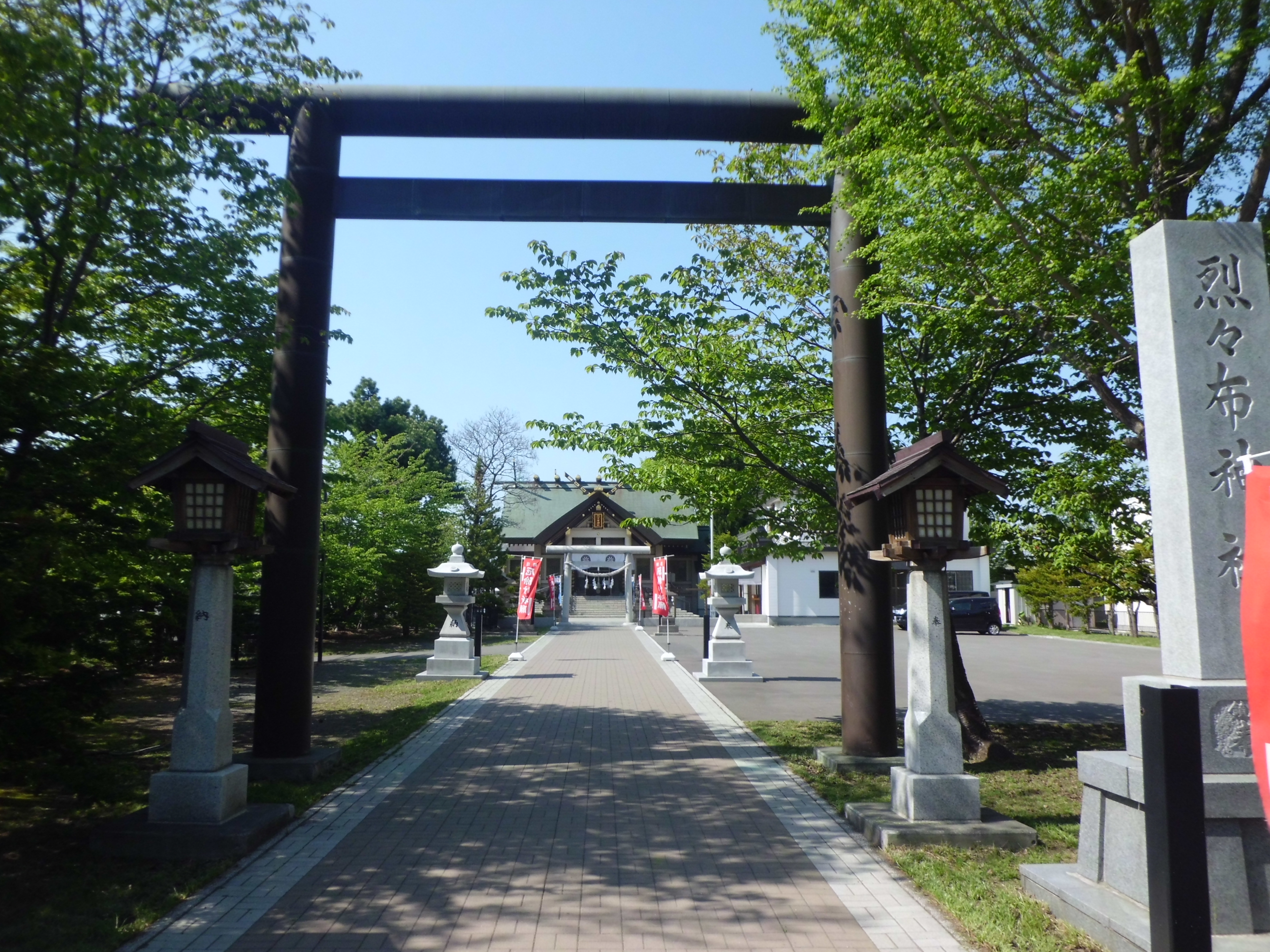
烈々布神社

## 関連リンク
- 日本短波放送札幌送信所 - 日本電信電話公社烈々布無線送信所の一角にあった。
- 烈々布神社